# Compartilhamento de arquivos
O compartilhamento de arquivos (português brasileiro) ou partilha de ficheiros (português europeu) é a atividade de tornar arquivos disponíveis para outros usuários através de descarregamento pela Internet e também em redes menores. Na maioria dos casos, o compartilhamento de arquivos segue o modelo P2P, no qual os arquivos são armazenados em servidores pelos computadores pessoais dos usuários. A maioria dos que participam na partilha de ficheiros também descarrega ficheiros que outros usuários compartilham. Às vezes estas duas atividades estão ligadas uma à outra. O compartilhamento de arquivos é diferente da troca de arquivos, no qual o descarregamento de arquivos de uma rede P2P não requer carregamento, apesar de que algumas redes oferecem incentivos para o carregamento, como créditos, ou forçarem o compartilhamento de arquivos que estão sendo baixados no momento.

## História
O processo para compartilhar arquivos entre usuários diferentes em uma mesma máquina é bastante simples. Cria-se uma pasta compartilhada entre os usuários, a maioria dos sistemas operacionais criam uma pasta compartilhada automaticamente, quando se cria um novo usuário no computador.
Desde a época dos mainfraimes e dos primeiros computadores pessoais era possível fazer o compartilhamento de arquivos em redes locais. Este compartilhamento era feito através da intranet.
Quando trata-se de computadores diferentes é necessário criar manualmente esta pasta compartilhada. Ainda hoje (2011) é possível compartilhar arquivos através de redes locais. Uma lan house por exemplo, tem vários computadores em rede, podendo compartilhar uma pasta entre os computadores, tornando esta pasta disponível para toda a rede, os arquivos nela contidos poderão ser acessados e alterados por todos os usuários. É possível também compartilhar uma pasta entre um número limitado de usuários.
Por muito tempo o compartilhamento de arquivos se dava através de mídias removíveis. Com o crescimento da utilização da Internet, os computadores puderam acessar arquivos remotos utilizando o Sistema de arquivos virtual, o Bulletin board system (1978), o Usenet (1979) e os servidores FTP (1985). Além desses, o IRC (1988) e Hotline (1997) permitiam aos usuários comunicar-se através de chat e trocarem arquivos.
A codificação MP3, que foi padronizada em 1991 e que reduziu substancialmente o tamanho de arquivos de áudio, se tornou largamente utilizada no fim da década de 90. Em 1998, MP3.com e Audiogalaxy foram estabilizados, o Ato de Direitos Autorais do Milênio Digital foram unanimemente ultrapassados e o primeiro leitor de MP3 lançado. O MP3.com oferecia downloads de músicas de artistas sem selo e chegou a distribuir mais de 4 milhões de arquivos de áudio por dia.
O Napster, originalmente um serviço centralizado, foi a primeira grande ferramenta de compartilhamento de arquivos e que popularizou a atividade para as massas. Nele, apenas arquivos de música no formato MP3 eram compartilhados. Seu encerramento aconteceu com bem-sucedidos ataques legais da indústria da música. Alguns artistas o atacavam abertamente duma grande cobertura da mídia quando canções não-lançadas da Madonna vazaram na rede antes do lançamento comercial oficial. O Napster era um índice localizado para arquivos MP3 compartilhados por usuários logados no sistema. O programa também possuía um sistema de chat semelhante ao IRC e recursos de mensageiro instantâneo. Quase todos os novos clientes P2P seguiram seu exemplo quanto ao design.
Antes mesmo de seus problemas legais, a comunidade criou uma alternativa: OpenNap. Uma versão do protocolo do Napster criada através de engenharia reversa, o OpenNap foi lançado como uma alternativa de servidor software livre para os clientes do Napster. Estas redes continuam a existir mesmo após o colapso do Napster e muitos clientes usando este protocolo apareceram, em particular com a ajuda da lista de servidores Napigator - um esforço para centralizar todos os diferentes servidores e redes.
Um tempo depois, apareceu uma rede descentralizada conhecida como Gnutella. O serviço, totalmente software livre, permite aos usuários pesquisar por quase qualquer tipo de arquivo, não somente canções em MP3. Foi criado em resposta à ameaça de estabelecer uma rede centralizada como o Napster. O propósito por trás da descentralização é evitar que um único link quebrado comprometa toda a rede.
Até hoje (2005), Naspter e Gnutella continuam a definir o compartilhamento de arquivos, mesmo com a grande quantidade de processos lançados pela RIAA contra os usuários (que começaram em setembro de 2003). O Gnutella continua como um protocolo e serviço livre e aberto enquanto o Napster ressurgiu como um serviço comercial de música online que compete com outros, como o iTunes e Rhapsody.

## Tipos de compartilhamento

### Ponto a ponto
Os usuários podem utilizar softwares que se conectam à redes peer-to-peer (ou p2p) para procurar por arquivos compartilhados em computadores de outros usuários (peers) conectados, assim esses arquivos podem ser transferidos diretamente de um usuário a outro, sem intermediários. Normalmente, neste tipo de compartilhamento, os arquivos são quebrados em pequenas partes que podem ser obtidas de usuários diferentes e então, quando todas tiverem sido baixadas, são remontadas para formar o arquivo desejado. Cada vez que este usuário baixa uma destas partes, ele automaticamente disponibiliza as mesmas para que outros usuários baixem. Esse método de compartilhamento é funcional pois, desde que os usuários sempre disponibilizem seus arquivos para outros usuários, sempre haverá fontes disponíveis para download.
Como fazer o compartilhamento? 

### Serviços de hospedagem
Serviços de hospedagem de arquivos são uma alternativa ao compartilhamento de arquivos via peer to peer. Ao invés de o arquivo se encontrar fragmentado entre vários usuários, ele fica armazenado num servidor privado. Desta forma não há interação usuário-usuário, mas sim servidor-usuário.
Existem alguns web sites que disponibilizam espaços em seus servidores para o depósito de arquivos pessoais, os mais usados hoje (2011) são: MediaFire (Web), Dropbox (Web/Windows/Mac/Linux), Microsoft OneDrive (Web/Windows), Sonda.me (Web), WeTransfer (Web), RapidShare (Web), Megaupload (Desativado), 4Shared, SandSpace, Box, Adrive, Infinit, YouSendit, DivShare, Drop.io, entre outros.

## Trocas ilegais
Com a comercialização do Napster, várias outras formas de compartilhamento de arquivo foram criadas a partir da ideia inicial de forma descentralizada. Algumas empresas alegam não serem responsáveis por trocas ilegais por meio de aplicativos. O que impede o desenvolvimento da tecnologia P2P, são algumas questões legais, como por exemplo o Direito Autoral. As empresas Fonográficas são as mais atingidas e procuram um meio de impedir a troca ilegal de arquivos.

## Vantagens e desvantagens do modelo
As redes P2P apresentam características que podem ser consideradas como vantagens, por exemplo, a facilidade na conexão, porque é mínimo o impedimento de conexão que existe para esse tipo de rede, pois sendo diferente de sistemas que são inteiramente centralizados não precisa de uma instalação ou administração específica. Tem um conteúdo diversificado, porque conforme vai aumentando as estações que são ligadas a internet, as redes P2P também vão crescendo e pelo conteúdo que está incluso nelas, os recursos que são compartilhados estão sempre crescendo e se diversificando. Contém segurança no compartilhamento, porque o tipo de rede P2P está menos sujeita a falhas ou erros de compartilhamentos ou ataques intencionais, pois procede de sistemas já distribuídos, que formam um ambiente para trocas de dados ideais para longo prazo.[carece de fontes?] Há confiabilidade na rede, pois se tiver problema em algum peer o sistema não para totalmente, então, fazendo uso de recursos ou conteúdos existentes os demais podem continuar se mantendo atuantes. E a disponibilidade no uso dos recursos: se um peer não estiver fazendo uso de recurso especial, este pode deixar disponível os seus recursos para outros peers e assim aumentar a capacidade no processamento da rede.
As redes P2P também apresentam características que podem ser entendidas como desvantagens pelo fato de ocorrer ambiguidade em suas descrições. Algumas das desvantagens são: a redundância, por causa do tamanho das redes não é comum realizar duas buscas e adquirir o mesmo resultado, mas é possível; o tempo de resposta, porque pode variar com o aumento da rede e porque se houver um longo tempo para o retorno, corre o risco de perder a informação buscada; a perda de conteúdo, porque se um peer tem a facilidade de entrar e sair da rede, então, um conteúdo compartilhado pode deixar de existir na rede; e, por fim, o desempenho que é especial para trabalhar com um grande número de peers conectados. Se ocorrer desse número ser baixo a rede perde seu desempenho, porque as buscas e os recursos serão limitados.